# ياسين الشيخاوي
ياسين الشيخاوي (مواليد 22 سبتمبر 1986 ب‍رادس، تونس) هو لاعب كرة قدم تونسي يلعب مع النجم الرياضي الساحلي و‌منتخب تونس لكرة القدم في مركز الوسط الهجومي.
لعب سابقاً لنادي زيورخ السويسري الذي انتقل له صيف 2007 من نادي النجم الرياضي الساحلي. يبلغ قيمة العقد 2.8 مليون دينار تونسي. يتميز ياسين بطول قامته التي تصل إلى متر و 89 سنتمتر ويزن 80 كيلوغراما.
لعب أول مباراة له مع النجم الرياضي الساحلي بتونس ضد فريق حمام سوسة خلال الجولة الثانية من الدوري التونسي لكرة القدم لموسم 2006-2007. هو كذلك أصغر قائد للنجم إذ ارتدى إشارة القيادة وهو في العشرين من عمره.
انتقل في عام 2015 إلى نادي الغرافة القطري وأعاره الغرافة إلى الأهلي في 2017.

## مع المنتخب الوطني
لعب ياسين أول مباراة دولية له في 2 جوان 2006 ضد الأورجواي ضمن استعدادات تونس لكأس العالم 2006. خلال كأس العالم لعب ياسين مقابلة وحيدة فقط وهي المقابلة الأولى لتونس في الكأس العالم التي خاضتها ضد السعودية.
كما شارك في كاس أمم أفريقيا للامم وسجل هدف ضد الكامرون
جاءت له الكثير من العروض من فرق عالمية كبرى مثل مانشستر الإنجليزي وإنتر الإيطالي وبايرن ميونخ الألماني وغيرها

## الألقاب
- الكرة الذهبية التونسية لسنة 2006
- الدوري التونسي لكرة القدم 2007
- الكأس الكونفدرالية 2006
- بطل الدوري السويسري الممتاز 2009

## روابط خارجية
- ياسين الشيخاوي على موقع الاتحاد الدولي (مؤرشف)  (الإنجليزية)
- ياسين الشيخاوي على موقع الاتحاد الأوربي (الإنجليزية)
- ياسين الشيخاوي على موقع قاعدة بيانات كرة القدم.إي يو (الإنجليزية)
- ياسين الشيخاوي على موقع ناشيونال فوتبول تيمز (الإنجليزية)
- ياسين الشيخاوي على موقع Soccerway.com (الإنجليزية)
- ياسين الشيخاوي على موقع كووورة
- ياسين الشيخاوي على موقع AS.com (الإسبانية)